# Монтекрісто (острів)
Монтекрісто (італ. Isola di Montecristo, в перекладі з італійської «Гора Христа») — острів в Середземному морі, входить до складу Тосканського архіпелагу. Адміністративно острів входить в комуну Портоферрайо провінції Ліворно регіону Тоскана

## Географія
Площа — всього 10,39 км², але він є одним з найвідоміших островів Середземного моря, головним чином, завдяки роману А. Дюма «Граф Монте-Крісто». 
На острові збереглись унікальні флора і фауна, а також деяка кількість рослин-ендеміків.

## Історія
Монтекрісто був відомий ще за часів плавань фінікійців, але заселення почалось з XI століття, коли на острові був побудований монастир. В XVI столітті пройшов напад піратів, і до кінця XIX століття острів служив притулком піратів і контрабандистів.
В наш час острів оголошений заповідником, доступ туди суворо обмежений. Лиш нечисленні групи туристів і наукових працівників відвідують острів. На острові проживає тільки сім'я доглядача.
З давніх часів збереглись перекази про незчисленні скарби, сховані на острові.